# Hirotsugu Nakabayashi
Pour les articles homonymes, voir Nakabayashi.
Hirotsugu Nakabayashi (中林 洋次, Nakabayashi Hirotsugu) est un footballeur japonais né le 28 avril 1986 à Yokohama. Il évolue au poste de gardien de but.

## Biographie
Avec le club du Sanfrecce Hiroshima, il joue un match en Ligue des champions d'Asie lors de l'année 2010.